# 음극 아크 퇴적물
음극 아크 퇴적물 또는 PVD 아크는 전기 아크가 음극 타겟으로부터 재료를 기화하기 위해 사용되는 물리 기상 퇴적물 기술이다. 기화된 재료는 박막을 형성하는 기판 위에 응축된다. 기법은 금속, 세라믹, 합성 필름을 부착하는데 사용될 수 있다.

## 장비 설계

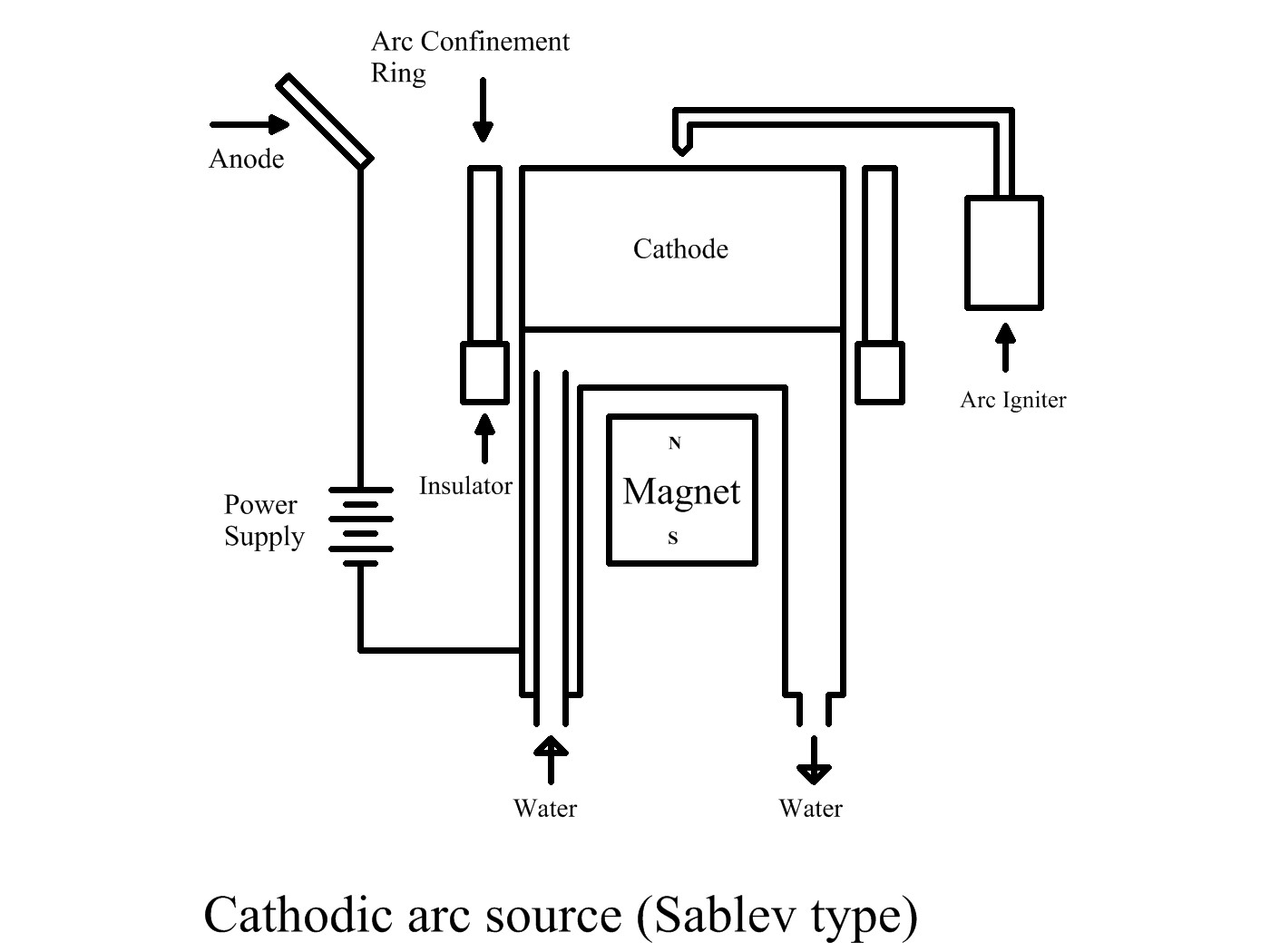

양극 시스템은 진공 챔버 벽 또는 별개의 양극일수 있다. 아크 스폿은 과녁의 개방 끝부분에 부딪치는 기계적인 트리거 (또는 점화기)가 생성해서 음극과 양극 사이에서 일시적으로 단락 회로를 만든다. 아크 스폿이 생성된후 자기장으로 조종되거나 자기장이 없는 상태에서 무작위로 움직일수 있다.

## 같이 보기
- 이온 빔 퇴적물
- 물리 기상 퇴적물

## 참조
- A. Anders, "Cathodic Arcs: From Fractal Spots to Energetic Condensation" (2008) Springer, New York.